# Valentín Canalizo
Valentín Canalizo (castellà: José Valentín Raimundo Canalizo Bocadillo)  (Tabasco, 14 de gener de 1794 - Ciutat de Mèxic, 20 de febrer de 1850) fou un general i polític conservador mexicà. Donà el seu suport al govern centralista i fou seguidor i confident del general Antonio López de Santa Anna. Canalizo fou president de Mèxic en dues ocasions, per un total de deu mesos entre 1834 i 1844.
Entre 1835 i 1841 lluità intensament contra els liberals i donà el seu suport al govern dictatorial d'Antonio López de Santa Anna. Quan Santa Anna volgué descansar el feu president interí el 4 d'octubre de 1843, amb l'aprovació del Congrés. El seu primer període acabà el 4 de juny de 1844. Renuncià a la presidència el 1844 per anar-se'n a San Luis Potosí per prendre el control de l'Exèrcit del Nord i preparar-se per a la campanya a Texas. Tornà a la capital el setembre de 1844 i succeí José Joaquín Herrera a la presidència. Durant el seu segon mandat va ser en conflicte obert amb el Congrés i va subir l'oposició parlamentària a Santa Anna. Canalizo va rebre instruccions de López Santa Anna per dissoldre el Congrés.
El 30 d'octubre les autoritats de Guadalajara es revoltaren; el 30 de novembre el guàrdia del palau impedí que els diputats i senadors entressin al Congrés. El 6 de desembre, la disconformitat s'havia tornat en una revolució. Molts soldats s'hi afegiren, i empresonaren Canalizo; José Joaquín Herrera assumí la presidència. Es preparava un judici contra Canalizo, però el govern declarà amnistia general. Canalizo fou traslladat a San Juan de Ulúa i partí cap a Cadis el 25 d'octubre de 1845. Tornà a Mèxic el 1846, i fou Ministre de Guerra del gabinet de Valentín Gómez Farías. Durant la Guerra Estats Units - Mèxic encapçalà la divisió oriental i defengué la ciutat de Veracruz. Tot i això pels desacords amb Santa Anna va renunciar. Morí el 1850.